# (200409) 2000 ST91
(200409) 2000 ST91 es un asteroide perteneciente al cinturón de asteroides, región del sistema solar que se encuentra entre las órbitas de Marte y Júpiter, descubierto el 23 de septiembre de 2000 por el equipo del Lincoln Near-Earth Asteroid Research desde el Laboratorio Lincoln, Socorro, Nuevo México, Estados Unidos.

## Designación y nombre
Designado provisionalmente como 2000 ST91.

## Características orbitales
2000 ST91 está situado a una distancia media del Sol de 2,397 ua, pudiendo alejarse hasta 2,913 ua y acercarse hasta 1,881 ua. Su excentricidad es 0,215 y la inclinación orbital 8,511 grados. Emplea 1355,76 días en completar una órbita alrededor del Sol.

## Características físicas
La magnitud absoluta de 2000 ST91 es 16,2. 